# 카스페 타협
카스페 타협 (Compromís de Casp, Compromiso de Caspe)은 아라곤 연합왕국 (아라곤 왕국, 발렌시아 왕국, 카탈루냐 공작령)의 구성 영토 의회 대표자들이 1412년 카스페에서 만나 1410년에 적법한 후계자를 두지 않고 사망한 마르틴 1세 데 아라곤 이후 공위를 해결하기 위해 체결된 법률이자 결의안이다.

## 배경
그 당시 아라곤의 계승법은 제정된 법률보다는 조금 더 관습에 배경을 두었으며, 심지어 이런 경우의 법률 자체가 존재하지 않았다. 1137년에 아라곤과 카탈루냐의 동군 연합 이후 모든 왕위 계승은 장자들이 하였고, 그 다음은 이후 나이가 많은 남동생이나 유일한 딸이 계승했다. 그러나 아라곤 왕가의 아냐테들 (남계의 남성)을 명시했던 초창기의 계승법은 딸과 딸들의 자손들보다 우선시하였고; 그 예로 마르틴 그 자신은 그의 형 후안 1세의 딸에게서 왕위를 물려받았다.
하지만 매우 먼 아냐테가 11세기에 왕의 딸에게 왕위를 잃은 적도 있었는데, 페트로닐라 여왕이 아냐테 (6촌 또는 그와 비슷한)에게서 나바라의 왕위를 차지했다.
J. N. 힐가스 (Hillgarth)는 "마르틴에게 가장 가까운 친척이자 남계 후손 중에는 우르헬 백작 하우메 2세였다."라고 저술했다. T. N. 비슨 (Bisson)은 "사안은 단순히 법률적이라기 보다는 정치적인 것이으며 (되었으며), 어떤 가문의 권리를 가진 후보자가 가장 적법한 왕이 될 것이라는 실용주의적 질문이였다."라고 저술했다.

## 후보자
주요 왕위 계승 후보들로는 다음과 같다:
- 우르헬 백작 하우메 2세 : 알폰소 4세 데 아라곤의 부계쪽 증손자로서 마르틴의 가장 가까운 아냐테였다. 부수적으로도 그는 마르틴의 처남이기도 했다. 마르틴에 의해 아라곤 왕국의 지휘관으로 임명되었던 그는 남계 상속인이였고 남계 장자 상속법에 따라 왕위를 주장했다.
- 루이 당주 : 후안 1세 데 아라곤의 모계쪽 손자이자 마르틴의 조카의 아들이다. 그는 남녀 장자 계승권에 따르면 법정 상속인이였기에 왕위를 주장했다.
- 간디아 공작 알폰소 1세 : 하이메 2세 데 아라곤의 부계쪽 손자이며 80세이다. 그는 연장자 상속권과 이전 왕에 대한 혈연적 우선권을 통해 왕위를 주장했다. 그는 1412년 3월에 사망했다.
- 리바고르사의 후안 : 알폰소의 형제로 형의 권리를 상속받았다.
- 카스티야의 페르난도 1세 : 페드로 4세 데 아라곤의 모계쪽 손자이자 마르틴의 조카이다. 마지막 왕의 혈연적 우선권을 통해 왕위를 주장했다.
- 루나 백작 파드리케 : 마르틴의 친 손자이자, 마르틴의 사망한 아들 시칠리아의 마르티노 1세의 사생아이다. 사생아로 태어났지만 대립교황 베네딕토 13세에 의해 적출화되었다.

### 가계도
|  |  |  |  |  |  |                    |                    |                    |                    |                    |                    |  |  |                         |                         |                         |                         |                         |                         |                      |                      |                         |                         |                         |                         |                         |                         |                      |                      |                      |                      |                      |                      |                 |                 |  |  | 하이메 2세 데 아라곤   |                        |                        |                        |                        |                        |  |  |                        |                        |                        |                        |                         |                         |                         |                         |                         |                         |                   |                   |                   |                   |  |  |  |  |  |  |  |  |  |  |  |  |  |  |  |  |
|  |  |  |  |  |  |                    |                    |                    |                    |                    |                    |  |  |                         |                         |                         |                         |                         |                         |                      |                      |                         |                         |                         |                         |                         |                         |                      |                      |                      |                      |                      |                      |                 |                 |  |  |                        |                        |                        |                        |                        |                        |  |  |                        |                        |                        |                        |                         |                         |                         |                         |                         |                         |                   |                   |                   |                   |  |  |  |  |  |  |  |  |  |  |  |  |  |  |  |  |
|  |  |  |  |  |  |                    |                    |                    |                    |                    |                    |  |  |                         |                         |                         |                         |                         |                         |                      |                      |                         |                         |                         |                         |                         |                         |                      |                      |                      |                      |                      |                      |                 |                 |  |  |                        |                        |                        |                        |                        |                        |  |  |                        |                        |                        |                        |                         |                         |                         |                         |                         |                         |                   |                   |                   |                   |  |  |  |  |  |  |  |  |  |  |  |  |  |  |  |  |
|  |  |  |  |  |  |                    |                    |                    |                    |                    |                    |  |  |                         |                         |                         |                         |                         |                         |                      |                      |                         |                         |                         |                         |                         |                         | 알폰소 4세 데 아라곤 | 알폰소 4세 데 아라곤 | 알폰소 4세 데 아라곤 | 알폰소 4세 데 아라곤 | 알폰소 4세 데 아라곤 | 알폰소 4세 데 아라곤 |                 |                 |  |  |                        |                        |                        |                        |                        |                        |  |  |                        |                        |                        |                        | 리바고르사의 페드로 4세 | 리바고르사의 페드로 4세 | 리바고르사의 페드로 4세 | 리바고르사의 페드로 4세 | 리바고르사의 페드로 4세 | 리바고르사의 페드로 4세 |                   |                   |                   |                   |  |  |  |  |  |  |  |  |  |  |  |  |  |  |  |  |
|  |  |  |  |  |  |                    |                    |                    |                    |                    |                    |  |  |                         |                         |                         |                         |                         |                         |                      |                      |                         |                         |                         |                         |                         |                         | 알폰소 4세 데 아라곤 | 알폰소 4세 데 아라곤 | 알폰소 4세 데 아라곤 | 알폰소 4세 데 아라곤 | 알폰소 4세 데 아라곤 | 알폰소 4세 데 아라곤 |                 |                 |  |  |                        |                        |                        |                        |                        |                        |  |  |                        |                        |                        |                        | 리바고르사의 페드로 4세 | 리바고르사의 페드로 4세 | 리바고르사의 페드로 4세 | 리바고르사의 페드로 4세 | 리바고르사의 페드로 4세 | 리바고르사의 페드로 4세 |                   |                   |                   |                   |  |  |  |  |  |  |  |  |  |  |  |  |  |  |  |  |
|  |  |  |  |  |  |                    |                    |                    |                    |                    |                    |  |  |                         |                         |                         |                         |                         |                         |                      |                      |                         |                         |                         |                         |                         |                         |                      |                      |                      |                      |                      |                      |                 |                 |  |  |                        |                        |                        |                        |                        |                        |  |  |                        |                        |                        |                        |                         |                         |                         |                         |                         |                         |                   |                   |                   |                   |  |  |  |  |  |  |  |  |  |  |  |  |  |  |  |  |
|  |  |  |  |  |  |                    |                    |                    |                    |                    |                    |  |  |                         |                         |                         |                         | 페드로 4세 데 아라곤    | 페드로 4세 데 아라곤    | 페드로 4세 데 아라곤 | 페드로 4세 데 아라곤 | 페드로 4세 데 아라곤    | 페드로 4세 데 아라곤    |                         |                         |                         |                         |                      |                      |                      |                      |                      |                      |                 |                 |  |  | 우르헬 백작 하이메 2세 | 우르헬 백작 하이메 2세 | 우르헬 백작 하이메 2세 | 우르헬 백작 하이메 2세 | 우르헬 백작 하이메 2세 | 우르헬 백작 하이메 2세 |  |  | 간디아 공작 알폰소 1세 | 간디아 공작 알폰소 1세 | 간디아 공작 알폰소 1세 | 간디아 공작 알폰소 1세 | 간디아 공작 알폰소 1세  | 간디아 공작 알폰소 1세  |                         |                         | 리바고르사의 후안       | 리바고르사의 후안       | 리바고르사의 후안 | 리바고르사의 후안 | 리바고르사의 후안 | 리바고르사의 후안 |  |  |  |  |  |  |  |  |  |  |  |  |  |  |  |  |
|  |  |  |  |  |  |                    |                    |                    |                    |                    |                    |  |  |                         |                         |                         |                         | 페드로 4세 데 아라곤    | 페드로 4세 데 아라곤    | 페드로 4세 데 아라곤 | 페드로 4세 데 아라곤 | 페드로 4세 데 아라곤    | 페드로 4세 데 아라곤    |                         |                         |                         |                         |                      |                      |                      |                      |                      |                      |                 |                 |  |  | 우르헬 백작 하이메 2세 | 우르헬 백작 하이메 2세 | 우르헬 백작 하이메 2세 | 우르헬 백작 하이메 2세 | 우르헬 백작 하이메 2세 | 우르헬 백작 하이메 2세 |  |  | 간디아 공작 알폰소 1세 | 간디아 공작 알폰소 1세 | 간디아 공작 알폰소 1세 | 간디아 공작 알폰소 1세 | 간디아 공작 알폰소 1세  | 간디아 공작 알폰소 1세  |                         |                         | 리바고르사의 후안       | 리바고르사의 후안       | 리바고르사의 후안 | 리바고르사의 후안 | 리바고르사의 후안 | 리바고르사의 후안 |  |  |  |  |  |  |  |  |  |  |  |  |  |  |  |  |
|  |  |  |  |  |  |                    |                    |                    |                    |                    |                    |  |  |                         |                         |                         |                         |                         |                         |                      |                      |                         |                         |                         |                         |                         |                         |                      |                      |                      |                      |                      |                      |                 |                 |  |  | 우르헬 백작 페드로 2세 |                        |                        |                        |                        |                        |  |  |                        |                        |                        |                        |                         |                         |                         |                         |                         |                         |                   |                   |                   |                   |  |  |  |  |  |  |  |  |  |  |  |  |  |  |  |  |
|  |  |  |  |  |  |                    |                    |                    |                    |                    |                    |  |  |                         |                         |                         |                         |                         |                         |                      |                      |                         |                         |                         |                         |                         |                         |                      |                      |                      |                      |                      |                      |                 |                 |  |  |                        |                        |                        |                        |                        |                        |  |  |                        |                        |                        |                        |                         |                         |                         |                         |                         |                         |                   |                   |                   |                   |  |  |  |  |  |  |  |  |  |  |  |  |  |  |  |  |
|  |  |  |  |  |  |                    |                    |                    |                    |                    |                    |  |  |                         |                         |                         |                         |                         |                         |                      |                      |                         |                         |                         |                         |                         |                         |                      |                      |                      |                      |                      |                      |                 |                 |  |  |                        |                        |                        |                        |                        |                        |  |  |                        |                        |                        |                        |                         |                         |                         |                         |                         |                         |                   |                   |                   |                   |  |  |  |  |  |  |  |  |  |  |  |  |  |  |  |  |
|  |  |  |  |  |  | 후안 1세 데 아라곤 | 후안 1세 데 아라곤 | 후안 1세 데 아라곤 | 후안 1세 데 아라곤 | 후안 1세 데 아라곤 | 후안 1세 데 아라곤 |  |  | 마르틴 1세 데 아라곤    | 마르틴 1세 데 아라곤    | 마르틴 1세 데 아라곤    | 마르틴 1세 데 아라곤    | 마르틴 1세 데 아라곤    | 마르틴 1세 데 아라곤    |                      |                      | 아라곤의 레오노르       | 아라곤의 레오노르       | 아라곤의 레오노르       | 아라곤의 레오노르       | 아라곤의 레오노르       | 아라곤의 레오노르       |                      |                      | 아라곤의 이사벨      | 아라곤의 이사벨      | 아라곤의 이사벨      | 아라곤의 이사벨      | 아라곤의 이사벨 | 아라곤의 이사벨 |  |  | 우르헬 백작 하이메 2세 | 우르헬 백작 하이메 2세 | 우르헬 백작 하이메 2세 | 우르헬 백작 하이메 2세 | 우르헬 백작 하이메 2세 | 우르헬 백작 하이메 2세 |  |  |                        |                        |                        |                        |                         |                         |                         |                         |                         |                         |                   |                   |                   |                   |  |  |  |  |  |  |  |  |  |  |  |  |  |  |  |  |
|  |  |  |  |  |  | 후안 1세 데 아라곤 | 후안 1세 데 아라곤 | 후안 1세 데 아라곤 | 후안 1세 데 아라곤 | 후안 1세 데 아라곤 | 후안 1세 데 아라곤 |  |  | 마르틴 1세 데 아라곤    | 마르틴 1세 데 아라곤    | 마르틴 1세 데 아라곤    | 마르틴 1세 데 아라곤    | 마르틴 1세 데 아라곤    | 마르틴 1세 데 아라곤    |                      |                      | 아라곤의 레오노르       | 아라곤의 레오노르       | 아라곤의 레오노르       | 아라곤의 레오노르       | 아라곤의 레오노르       | 아라곤의 레오노르       |                      |                      | 아라곤의 이사벨      | 아라곤의 이사벨      | 아라곤의 이사벨      | 아라곤의 이사벨      | 아라곤의 이사벨 | 아라곤의 이사벨 |  |  | 우르헬 백작 하이메 2세 | 우르헬 백작 하이메 2세 | 우르헬 백작 하이메 2세 | 우르헬 백작 하이메 2세 | 우르헬 백작 하이메 2세 | 우르헬 백작 하이메 2세 |  |  |                        |                        |                        |                        |                         |                         |                         |                         |                         |                         |                   |                   |                   |                   |  |  |  |  |  |  |  |  |  |  |  |  |  |  |  |  |
|  |  |  |  |  |  |                    |                    |                    |                    |                    |                    |  |  |                         |                         |                         |                         |                         |                         |                      |                      |                         |                         |                         |                         |                         |                         |                      |                      |                      |                      |                      |                      |                 |                 |  |  |                        |                        |                        |                        |                        |                        |  |  |                        |                        |                        |                        |                         |                         |                         |                         |                         |                         |                   |                   |                   |                   |  |  |  |  |  |  |  |  |  |  |  |  |  |  |  |  |
|  |  |  |  |  |  | 욜란다 데 아라곤   | 욜란다 데 아라곤   | 욜란다 데 아라곤   | 욜란다 데 아라곤   | 욜란다 데 아라곤   | 욜란다 데 아라곤   |  |  | 시칠리아의 마르티누 1세 | 시칠리아의 마르티누 1세 | 시칠리아의 마르티누 1세 | 시칠리아의 마르티누 1세 | 시칠리아의 마르티누 1세 | 시칠리아의 마르티누 1세 |                      |                      | 카스티야의 페르난도 1세 | 카스티야의 페르난도 1세 | 카스티야의 페르난도 1세 | 카스티야의 페르난도 1세 | 카스티야의 페르난도 1세 | 카스티야의 페르난도 1세 |                      |                      |                      |                      |                      |                      |                 |                 |  |  |                        |                        |                        |                        |                        |                        |  |  |                        |                        |                        |                        |                         |                         |                         |                         |                         |                         |                   |                   |                   |                   |  |  |  |  |  |  |  |  |  |  |  |  |  |  |  |  |
|  |  |  |  |  |  | 욜란다 데 아라곤   | 욜란다 데 아라곤   | 욜란다 데 아라곤   | 욜란다 데 아라곤   | 욜란다 데 아라곤   | 욜란다 데 아라곤   |  |  | 시칠리아의 마르티누 1세 | 시칠리아의 마르티누 1세 | 시칠리아의 마르티누 1세 | 시칠리아의 마르티누 1세 | 시칠리아의 마르티누 1세 | 시칠리아의 마르티누 1세 |                      |                      | 카스티야의 페르난도 1세 | 카스티야의 페르난도 1세 | 카스티야의 페르난도 1세 | 카스티야의 페르난도 1세 | 카스티야의 페르난도 1세 | 카스티야의 페르난도 1세 |                      |                      |                      |                      |                      |                      |                 |                 |  |  |                        |                        |                        |                        |                        |                        |  |  |                        |                        |                        |                        |                         |                         |                         |                         |                         |                         |                   |                   |                   |                   |  |  |  |  |  |  |  |  |  |  |  |  |  |  |  |  |
|  |  |  |  |  |  | 루이 당주          | 루이 당주          | 루이 당주          | 루이 당주          | 루이 당주          | 루이 당주          |  |  | 루나 백작 파드리케      | 루나 백작 파드리케      | 루나 백작 파드리케      | 루나 백작 파드리케      | 루나 백작 파드리케      | 루나 백작 파드리케      |                      |                      |                         |                         |                         |                         |                         |                         |                      |                      |                      |                      |                      |                      |                 |                 |  |  |                        |                        |                        |                        |                        |                        |  |  |                        |                        |                        |                        |                         |                         |                         |                         |                         |                         |                   |                   |                   |                   |  |  |  |  |  |  |  |  |  |  |  |  |  |  |  |  |

## 1410–12년의 공위 기간

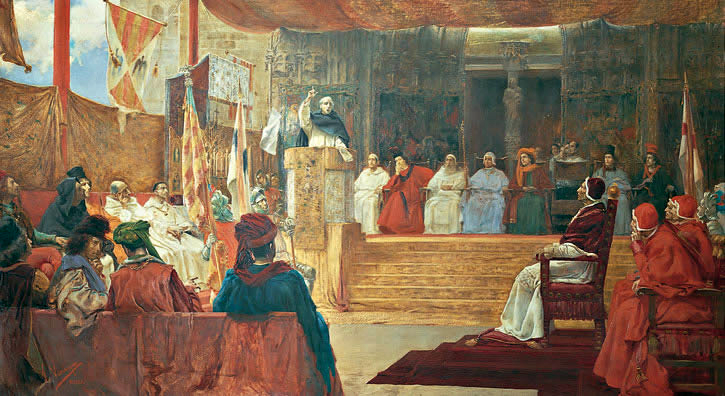
살바도르 비네그라가 묘사한 선출 모습.

각 지지 세력들은 이 사안을 해결하는데 의회 과정을 가지기로 동의했지만, 아라곤, 바르셀로나, 발렌시아의 코르테스 (의회)만의 왕위 선정을 위한 조정은 그들의 서로 다른 이익 관계로 더욱 어려워졌다. 추가적으로 종합적인 코르테스를 몬블랑에서 만나기로 카탈루냐 정부가 요구했으나, 그 회의는 연기되어 카탈루냐 공작령의 코르테스만이 참여한체 1410년 10월에나 시작되어 바르셀로나에서 끝이 났다. 코르테스는 연기된체, 상황은 무력을 동반한 모습으로 되어갔다.
우르헬 백작 하이메 2세의 아라곤 지지자 안톤 데 루나가 사라고사 대주교 가르시아 페르난데스 데 에레디아 (루이 당주의 지지자)를 암살하였다. 이 사건은 우르헬 백작에게 후보자로서 큰 타격을 주었고 카스티야의 페르난도 1세 (카스티야 왕국의 섭정이였기에 근방에서 군대를 이끌며 그의 동맹 세력들을 보호했다)에 대한 힘을 주었다. 거리에서는 아라곤 지지자들과 발렌시아 지지자들 간의 싸움이 일어나기도 했다. 이 분쟁은 아라곤 왕국을 알카니스의 카스티야의 페르난도 1세 지지 세력과 메키넨사의 우르헬 백작 하우메 2세 지지 세력 (하지만 이곳은 토르토자의 카탈루냐 의회가 인정하지 않았다)이라는 두 적대 세력으로 분열되었다. 이 같은 상황이 발렌시아에서도 발생하여, 각각 비나로스와 트라이게라의 코르테스가 생겨났다. 뿐만 아니라, 1410-1412년에 페르난도의 군대가 우르헬 지지 세력과 싸우기 위해 아라곤과 발렌시아에 들어오기에 이르렀다. 1412년 2월 27일 모르베드레 전투에서 트라스타마라 가의 승리로 마침내 발렌시아를 떠났다.

### 분쟁과 논의

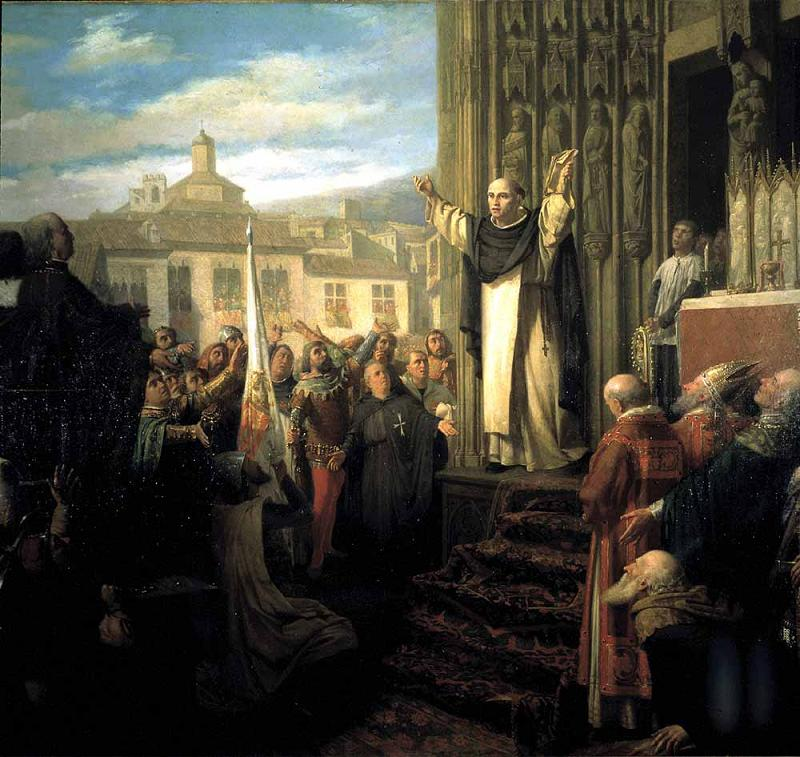
디오스코로 푸에블라가 그린 페르난도 1세의 아라곤 왕 선포.

아비뇽의 교황 베네딕토 13세가 개입하여 9개의 compromisarios (조정자)의 작은 조직을 만들 것을 제안했다. 알카니스의 트라스타마라 지지 세력 의회는 이 제안을 받아들여, 14명의 트라스타마라 지지 아라곤인들과 여러 카탈루냐 지역의 사절자들로 이뤄진 5명으로 이뤄진 카탈루냐-아라곤 위원회가 최종적으로 승낙되었다: 1412년 2월 15일에 이뤄진 이 합의는 알카니스 화합으로 알려져있다. 하지만 며칠 뒤에 알카니스 의회는 아라곤 출신의 compromisarios 세 명을 택하지 않았고, 카탈루냐와 발렌시아에서도 마찬가지였다. 이 남용의 사태에서 1410년 이래로 평화적 해법을 찾던 카탈루냐와 발렌시아의 의회들의 불편 사항들은 무시되었고 우르헬 백작 하이메 2세와 루이 3세 당주의 불편 사항도 마찬가지였다.
이렇게 임명된 compromisarios들은 차기 왕을 선정하기 위해 카스페에 모였다. 역사가들의 과반수는 역사가 헤로니모 수리타가 쓴 아라곤 왕의 선출 관련 기술을 동의하고 있다. 수리타는 1576년 아라곤의 총 대표단에게 남긴 원본 기록 (19세기 정치적 혼란속에서 사라지거나 불태워졌다)으로부터 그의 저술서인 《Anales de la Corona de Aragón》를 썼다. 수리타에 따르면, compromisarios들은 사망한 마르틴의 승계에 관하여 상반되는 견해를 가졌으며, 그렇기에 그들은 다르게 투표했다. 투표는 1412년 6월 24일 금요일에 실시되었고, 6월 25일에 결과가 발표됐다. 비센 페레르는 처음으로 발표한 자이며, 오랫 동안 연설을 했고, 페르난도에게 투표를 하였다. 그 이후에 람, 그의 형제인 보니파시, 괄베스, 바르다시, 아란다도 그에 동참했다. 사가리가, 발세카, 베르트란은 그들 각자만의 이유로 다른 이들에게 투표하였다.
아라곤 왕국 대표자:

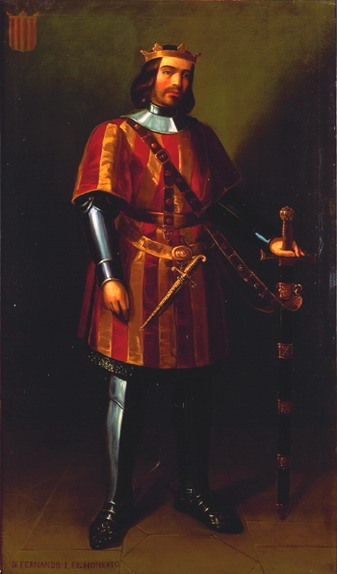
타협 이후 왕으로 선포된 카스티야의 페르난도의 초상.

- 도메네크 람 (우에스카 주교): 카스티야의 페르난도에게 투표
- 프란세스크 데 아란다 (오래된 왕실 고문관이자 베네딕토 13세의 특사): 카스티야의 페르난도에게 투표
- 베렝게르 데 바르다시 (법학자이자 아라곤 의회 의원): 카스티야의 페르난도에게 투표

발렌시아 왕국 대표자:
- 비센 페레르 (도미니코회 수도사, 이후 성인으로 공표됨): 카스티야의 페르난도에게 투표
- 보니파시 페레르 (비센의 형제이자 포르타셀리 수도원장): 카스티야의 페르난도에게 투표
- 페레 베르트란 (발렌시아의 시민이자 법 전문가 제네르 라바사의 대리인): 기권

카탈루냐 공작령 대표자:
- 페레 데 사가리가 이 데 파우 (타라고나 대주교): 우르헬의 하이메에게 투표했고 또한 간디아의 알폰소에게도 하였으나, 투표는 최종적으로 두 인물 중 가장 많이 뽑힌 사람에게 표가 갔다.
- 베르나트 데 괄베스 (행정관이자 바르셀로나 고문관): 카스티야의 페르난도에게 투표
- 길롐 데 발세카 (카탈루냐 의회의 의원): 우르헬의 하이메에게 투표

6월 28일 카스티야의 페르난도 1세는 비센 페레르의 공개 연설에서 왕으로 선포되었다.

#### 수정주의
최근 몇년 동안, 세 명의 아라곤 역사가들 (호세 앙헬 세스마 무뇨스, 카를로스 랄리에나, 크리스티나 몬테르데 / José Ángel Sesma Muñoz, Carlos Laliena, and Cristina Monterde)은 어떠한 동시대의 사료에서 비밀 투표의 존재에 대한 증거가 없다고 주장하며 수리타의 기록을 거부하였다. 세스마는 9명의 compromisarios 모두가 각기 다른 선호에도 불구하고, 만장일치로 페르난도를 택했다고 2011년에 주장했다. 그는 2012년에도 랄리에나, 몬테르데와 함께 이 견해를 반복했다. 그들의 핵심 논거는 1412년 6월 25일의 공식 증서의 선포에서 선거 결과에 대해서는 언급하지 않았다는 것이였다. 추가적으로 그들은 6월 28일에 선포식에 참석했었던 카탈루냐의 compromisarios의 세 명 중 한 사람인 멜코르 데 괄베스 같은 사람들의 증언 (완전한 진술은 아니지만)을 인용했다. "그들은 자유롭게 행동했으며 아무런 압력을 받지 않았다", "모든 이들을 자유롭게 그들의 의견을 낼 수 있었다". 2013년에는 이 새로운 이론을 뒷받침하는 새로운 출판물은 없었다.
2012년에 이미 이러한 관점은 이러한 종류의 선거 (콘클라베와 같이)는 주의를 가져야한다고 하며, 무기명 투표의 결과는 발표되지 않으므로 이런 종류의 증거만으로 만장일치로 선거를 추론 할 수는 없다며 역사가 에르네스트 벨렝게르 (Ernest Belenguer)에게 논박되었다. 그는 또한 15세기의 트라스타마라 가의 공식 연대기 작가 로렌초 발라가 compromisarios들 사이에 매우 다른 이견들이 있었다 말했다는걸 언급하기도 했다. 거기다가 벨렝게르는 우스타로스 (Uztarroz), 도르메르 (Dormer) 같이 수리타가 본 같은 기록을 보았던 17세기의 작가들을 인용했고, 9명의 compromisarios들 모두의 선호도가 확인된 수리타의 것과 같은 기록이였음을 발표했다.

## 여파

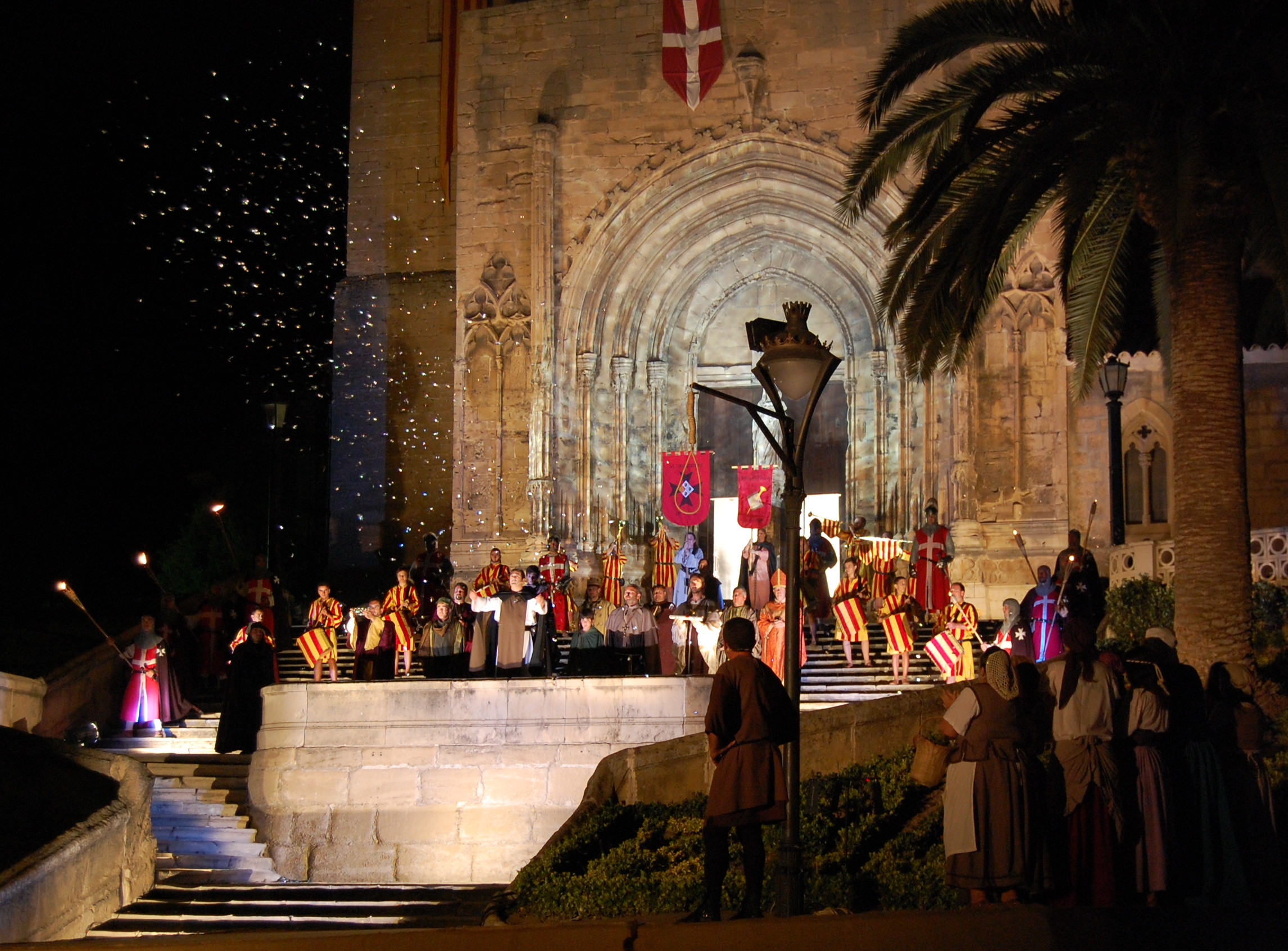
타협 과정 재연.

처음에는 우르헬의 하이메 2세는 이 결과를 받아들이고 새로운 왕에게 충성을 맹세하기도 했으나, 몇달 뒤인 1413년 5월에 반란을 일으켰지만 2년간의 전투와 싸움을 벌였으나 더 많은 귀족들을 동원하는데 실패하였다. 발렌시아와 카탈루냐에서 하이메를 지지하는 반란이 일어났고 하이메 스스로도 그의 봉지인 우르헬에서 직접 출병을 하기도 하였다. 하이메의 지지자들은 1413년 6월 25일 예이다 외각에서 일어난 전투에서 패하고 말았다. 안톤 데 루나는 가스코뉴와 잉글랜드의 병력을 지원받아 하카를 침공했으나 하이메의 군대와 합류하기 이전인 1413년 7월 10일에 패하고 말았다.
8월에 페르난도는 발라게르 공성전에 돌입했다. 한편 안톤 데 루나는 우에스카에서 방어선을 구축하였으나, 8월 11일에 몬테아라곤이 함락되었고 그와 그의 병력은 로아레 성으로 퇴각했다. 마침내 1413년 10월 하이메는 그의 도시인 발라게르에서 항복을 하였다. 이후 1월에 로아레 성도 함락되면서 반란은 끝났다. 우르헬 백작령은 1413년에 해체되어 왕령지인 바르셀로나 백작령의 휘하에 들어가게 되었고, 트라스타마라 가의 지지자들에게 분배되었다.
카스티야 왕가 트라스타마라 가 출신의 젊은 왕자가 왕으로 선출되면서, 아라곤 연합왕국은 조금 더 힘이 강했던 카스티야 왕국의 영향력에 점점 놓이게 되었다. 타협 이후인 약 50년 후쯤 페르난도 1세의 손자인 페르난도 2세가 카스티야의 여왕 이사벨 1세와 결혼을 하면서, 아라곤은 오늘날의 스페인을 이루게 된 동군 연합 상태에 놓이게 되었다.

## 참고 서적
- Belenguer, Ernest (2012). 《El com i el perquè del Compromís de Casp (1412)》 (카탈루냐어). Barcelona: Rafael Dalmau Editions. ISBN 978-84232-0772-5.
- Cònsul, Arnau; Casals, Àngel (April 2012). “El Compromís de Casp. Pacte o conxorxa?” [Compromise of Caspe. Pact or plot?]. 《Sàpiens》 (카탈루냐어) (Barcelona: Grup Cultura 03) 115: 26–37. ISSN 1695-2014.
- Dualde Serrano, Manuel (1947–1948). “La elección de los compromisarios de Caspe” [The election of the Caspe compromisarios]. 《Estudios de Edad Media de la Corona de Aragón》 (스페인어) (Zaragoza) III: 355–395.
- Dualde Serrano; Manuel; Camarena Mahiques, José (1971). 《El Compromiso de Caspe》 (스페인어). Zaragoza: Institución Alfonso el Magnanimo and Institución Fernando el Católico.
- Giménez Fayos, Luis (1911). 《El Compromiso de Caspe (1412-1912)》 (스페인어). Valencia: Miguel Gimeno.
- Gormedino; Luis Vela (1985). 《Crónica incompleta del reinado de Fernando I de Aragón》 (스페인어). Zaragoza: Anubar. ISBN 84-7013-210-5.
- Laliena Corbera, Miguel; Monterde Albiac, Cristina; Coordinator: Sesma Muñoz, José Ángel (2012). 《En el sexto centenario de la Concordia de Alcañiz y del Compromiso de Caspe》 (스페인어). Zaragoza: Gobíerno de Aragón. 2012년 12월 12일에 원본 문서에서 보존된 문서. 2017년 11월 15일에 확인함.
- Mestre i Godes, Jesús (1999). 《El Compromís de Casp: Un moment decisiu en la història de Catalunya》 (카탈루냐어). Barcelona: Edicions 62. ISBN 8429745130.
- Sarasa Sánchez, Esteban (1981). 《Aragón y el Compromiso de Caspe》 (스페인어). Zaragoza: Librería General. ISBN 84-7078-107-3.
- Sesma Muñoz, José Ángel (2011). 《El Interregno (1410-1412) Concordia y compromiso político en la Corona de Aragón》 (스페인어). Zaragoza: Institución "Fernando el Católico" (CSIC). ISBN 978-84-9911-143-8.
- Soldevila, Ferran (1994) [1965]. 《El Compromís de Casp (resposta al Sr. Menéndez Pidal)》 (카탈루냐어). Barcelona: Rafael Dalmau Editions. ISBN 84-232-0481-2.
- Valdeón Baruque, Julio (2001). 《Los Trastámaras. El triunfo de una dinastía bastarda》 (스페인어). Madrid: Temas de Hoy ed. ISBN 84-8460-129-3.